# حفل توزيع جوائز الأوسكار الرابع والستون
حفل توزيع جوائز الأوسكار الرابع والستون (بالإنجليزية: 64th Academy Awards)‏ هو حدث نظمته أكاديمية فنون وعلوم الصور المتحركة لتكريم أفضل الأفلام لسنة 1991. أقيم الحفل بتاريخ 30 مارس، 1992 في جناح دوروثي تشاندلر، لوس أنجلوس. قامت شبكة هيئة الإذاعة الأمريكية ببثّ الحفل، وقدّمه بيلي كريستال. في هذه الدورة، فاز فيلم صمت الحملان بجائزة أفضل فيلم، وحاز الممثّل أنتوني هوبكنز على جائزة أفضل ممثّل، ونالت الممثلة جودي فوستر جائزة أفضل ممثّلةٍ، وكانت جائزة الأوسكار لأفضل مخرج من نصيب المخرج جوناثان ديم.
أكثر الأفلام ترشيحاً للحصول على جوائز كان فيلم بجزي حيث تلقّى 10 ترشيحات، بينما أكثرها فوزاً كان فيلم صمت الحملان حيث فاز بـ 5 جوائز.

## الجوائز
- جائزة أفضل فيلم:

صمت الحملان
- جائزة أفضل مخرج:

جوناثان ديم
- جائزة أفضل ممثّل:

أنتوني هوبكنز
- جائزة أفضل ممثّلة:

جودي فوستر
- جائزة أفضل ممثّل مساعد:

جاك بالانس
- جائزة أفضل ممثّلة مساعدة:

مرسيدس رول
- جائزة أفضل سيناريو مقتبس:

صمت الحملان
- جائزة أفضل موسيقى تصويريّة:

الجميلة والوحش
- جائزة أفضل تأثيرات بصريّة:

المبيد 2
- جائزة أفضل خلط أصوات:

المبيد 2

## وصلات خارجية
- حفل توزيع جوائز الأوسكار الرابع والستون على موقع IMDb (الإنجليزية)
- حفل توزيع جوائز الأوسكار الرابع والستون على موقع ميوزك برينز (الإنجليزية)
- الموقع الرسمي لجوائز الأكاديمية.
- الموقع الرسمي لأكاديمية فنون وعلوم الصور المتحركة.
- قناة جوائز الأوسكار على موقع يوتيوب (تُديره أكاديمية فنون وعلوم الصور المتحركة).
- مقتطفات فيديو من أكاديمية فنون وعلوم الصور المتحركة.